# Centro di eccellenza Kofi Annan Ghana-India
Il Centro di eccellenza Kofi Annan Ghana-India in ICT è il primo istituto di tecnologia dell'informazione avanzata del Ghana.

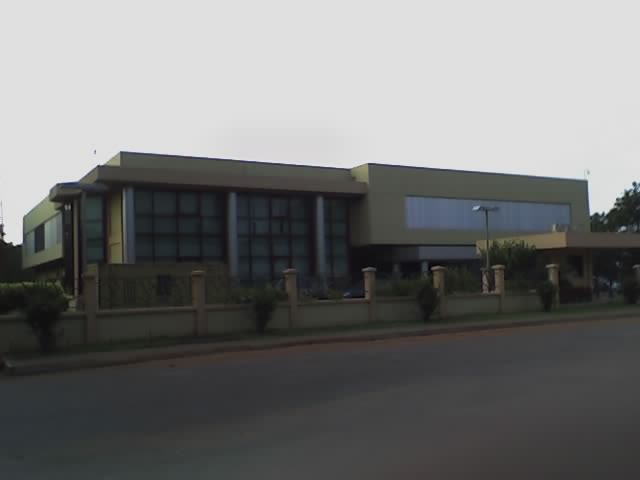
Esterno della struttura del AITI

È stato fondato nel 2003 da una collaborazione tra il governo del Ghana e il governo dell'India.
Il centro ospita inoltre il primo supercomputer dell'Africa occidentale.
Le sale riunioni, le aule e la rete wireless IEEE 802.11 garantiscono la fruizione a quasi 1000 persone alla volta.

## Storia
Nell'agosto del 2002 il presidente del Ghana, John Kufuor, si reca in India per una visita di stato di quattro giorni, per trovare partner economici interessati ad investire in Ghana.
Durante questa visita i due governi sono arrivati ad un patto bilaterale per facilitare la cooperazione nel settore delle tecnologie dell'informazione e della comunicazione ed è stato costruito quindi il Centro di eccellenza Ghana-India, intitolato a Kofi Annan.
L'India fornì hardware, software e altre apparecchiature di comunicazione, oltre a formatori e conoscenze; la struttura ed il personale invece furono forniti dal Ghana.
Il Centro fu inaugurato ufficialmente il 9 dicembre 2003.